# Neochoerus aesopi
Neochoerus aesopi és una espècie extinta de mamífer rosegador de la família dels càvids que visqué a les Amèriques durant el Plistocè, fa entre 14.000 anys i 2,6 milions d'anys. Se n'han trobat restes fòssils als Estats Units, Mèxic, Nicaragua, Panamà i l'Uruguai. Les estimacions del seu pes van des de 60 fins a 93 kg. Igual que el seu parent modern, el capibara, era un mamífer semiaquàtic i digitígrad. El nom específic aesopi li fou assignat per Isop i la seva faula El part de la muntanya, en la qual una muntanya dona a llum un ratolí. És una referència humorística al fet que N. aesopi era «un ratolí gros com una muntanya».